# Škvorec
Škvorec là một chợ huyện thuộc huyện Praha-východ, vùng Středočeský, Cộng hòa Séc.